# Michel Mitrani
Michel Mitrani (Varna, 14 aprile 1930 – Parigi, 9 novembre 1996) è stato un regista e attore francese.

## Biografia
Michel Mitrani nacque il 14 aprile 1930 a Varna, in Bulgaria.
La sua famiglia, ebrea sefardita, era fuggita dalla Spagna nel 1492. I suoi genitori si stabilirono in Francia intorno al 1930. Durante la seconda guerra mondiale visse nascosto in un collegio in Touraine. Sua madre viene deportata e uccisa ad Auschwitz.
Diplomato all'IDHEC insieme a Louis Malle e Alain Cavalier, divenne assistente alla regia. Nel 1958, ha assistito Agnès Varda nel documentario Du Côté de la côte.
Da quella data realizza per la televisione, nell'ambito del grande programma di informazione Cinq colonne à la une, una ventina di soggetti tra cui il celebre Qu'en pense Alger? trasmesso nel 1960. La sua collaborazione con il programma durò dal 1959 al 1965. Parallelamente, iniziò, nel 1962, gli adattamenti per il piccolo schermo di opere di Samuel Beckett, Jean-Paul Sartre, Marguerite Duras ed Eugène Ionesco. Ha anche diretto cortometraggi come L'Atelier de Vieira da Silva (1968).
Nel 1966 dirige il suo primo lungometraggio, una commedia drammatica, La Conversation (basata sull'opera teatrale di Claude Mauriac), con Michael Lonsdale, Loleh Bellon e Guy Tréjan. Seguono nel 1970 La Nuit bulgare, soggetto originale e difficile al limite del fantastico, poi nel 1971 La Cavale, fedele adattamento del romanzo di Albertine Sarrazin, con Jean-Claude Bouillon, Juliet Berto, Catherine Rouvel, Geneviève Page , Miou-Miou.
Nel 1974, la sua notorietà si consolida con Les Guichets du Louvre, una sobria storia d'amore sotto l'occupazione che ha girato con Christine Pascal, Christian Rist e Judith Magre. Il suo ultimo grande successo nel cinema è stato, nel 1979 e con lo stesso titolo, l'adattamento del romanzo di Julien Gracq Un balcon en forêt con Humbert Balsan, Aïna Walle, Yves Afonso e Jacques Villeret nei ruoli principali.
Ha recitato anche in Le Plein de super di Alain Cavalier nel 1975 e ha ancora prodotto opere per la televisione come Par ordre du Roy nel 1983, Monsieur de Pourceaugnac, adattato da Molière, nel 1985, o L'Invité clandestin nel 1990.
Michel Mitrani si impegna anche a difendere la creazione televisiva. Ha fondato il Festival Internazionale dei Programmi Audiovisivi Documentari di Biarritz (FIPA) nel 1987 e lo ha presieduto fino alla sua morte.

## Filmografia parziale
Regia
- La Conversation (1968)
- Les Guichets du Louvre (1974)